# 师达能夫妇
师达能夫妇（师达能、史文明）是在中国传教的美国传教士，属于新教内地会。中国内战期间，他们于1934年12月6日被中国工农红军红十军团第十九师綁架勒索。12月8日在安徽省旌德县庙首镇，夫妻二人被公开处决。

## 经历

### 结婚前
丈夫师达能（John Cornelius Stam，又译史坦，生于1907年1月18日）来自美国新泽西州的帕特森一个敬虔的基督徒家庭，全家有六男二女献身教会事业。师达能从美国慕迪圣经学院毕业后，加入内地会来华传教。1932年9月24日，师达能来到中国。1933年，史坦在安徽安庆的语言训练所学习中文。随后他被派往安徽东南部的宣城工作。 
师达能的妻子史文明（Elizabeth Alden Scott "Betty" Stam，又译史施蓓蒂，生于1906年2月22日）出生在美國密西根州阿爾比恩，出生六個月後隨父母來到中国山东省青島，父母施医生夫妇是来自美国麻省浩玉市的美北长老会宣教士。蓓蒂在中国长大，回美国读大学和慕迪圣经学院。在读神学院时已结识师达能。1925年，她到英国参加凯锡克奋兴会，受到激励，加入中国内地会到中国传道。1932年6月，她在扬州语言训练所学毕中文，被派往安徽西北部的颍州（今阜阳）工作。11月底，她和另外女传教士合作，在颍州和太和成功的带领数百人的聚会。

### 在旌德传教
1933年10月25日，师达能和史文明在山东济南结婚。11月底，他们一起从颍州回宣城，1934年初，他们继续往南到一年前刚刚开辟的新传教站旌德，接替准备回国休假的由汪仁宣教士夫妇。他们发现群山环绕的旌德是一个相当荒凉的小县城，仍未从太平天国之乱中恢复过来。城墙多已倒塌，杂草丛生，只有过去富贵人家留下的宗庙祠堂显示这里昔日的荣耀。但正是这些祠堂所代表的宗族势力构成了宣教士在中国传福音的最大障碍。
9月11日，史文明在芜湖美以美会所办的弋矶山医院生下女儿爱伦（Helen Priscilla Stam）。11月下旬，师达能夫妇及婴儿小爱伦迁到旌德。这时，他们已经听到红军来到皖南的消息，但是旌德县长答应保护他们的安全。

### 被擄
师达能牧师一家定居旌德不久，1934年12月6日，寻淮洲率领的红十九师（隶属红十军团）占领了旌德县城。
他们逮捕了师达能并将他带到总部。史文明和出生几个月的婴儿海伦，以及女佣和厨师暂时留在家中。后来军人由来带走了史文明和海伦。女佣和厨师请求让他们离开，但受到了开枪的威胁。师达能一家关在一起。
当晚，在红军的总部，师达能被命令写信到上海内地会总部，信中描述了他抓捕的过程，紅軍勒索20000元贖金，然后引用了腓立比书1章20节：“无论是生，是死，总叫基督在我身体上，现今也照常显大”。紅軍綁架勒索不是特例，如1928年朱德前往井岡山與毛澤東會師途中就在湘南打土豪籌餉，毛在「八月失敗」後給湖南省委的報告中說軍餉全靠打土豪，但難以持續。古田会议纪念馆中保存着一份1932年7月的油印文件，叫《筹款须知》，說明红军如何綁架筹款。
师达能一家被关进当地监狱，释放了一些囚犯，为他们腾出空房间。在这期间，爱伦开始啼哭，一个士兵建议他们杀了她，因为她只会“碍手碍脚”。这时一个刚刚被释放的囚犯问他们为什么要杀死一个无辜的婴儿。士兵转向他问他是否情愿为一个外国婴儿而死。这人为了爱伦在师达能夫妇眼前被砍成碎片。不过，爱伦被允许活下来。

### 遇难
12月7日晨，红军押着大批俘虏和物资，向县城西南24千米的庙首镇进军。师达能怀抱着爱伦，史文明尚有马可骑。到庙首后，他们被单独囚禁在邮政局里。局长与师牧师曾有一面之缘，见状拿些水果给他们吃。师达能则趁机写下数行短柬，请其代寄。三日后，局长见到中国牧师罗传道，遂把信转交给他。在那里，他们又过了一个晚上，史文明被允许照看爱伦，将她妥善包裹。
12月8日早晨，师达能夫妇被带到庙首街上执行死刑。街道两边挤满了人群。一个中国基督徒店主张师圣，一向是位很冷淡的信徒，这时却突然冲进人群，请求红军不要杀害师达能夫妇。他们命令他回到人群中，但他仍不厌其烦的恳请赦他们一命。红军对他感到厌烦，闯进他家，搜出了一本《圣经》和赞美诗。于是他也被带到师达能夫妇身旁，以帝国主义走狗的罪名一同被杀。走了一段路，命令师达能跪下，然后将他斩首。几分钟后，史文明和张师圣也被砍头。
关于师达能夫妇遇害的记载如下：
1934年12月6日，脱离红十军团主力独立活动的红十九师（师长寻淮洲、政治委员聂洪钧、参谋长王如痴）占领旌德县城，扣押美国宣教士师达能和史文明夫妇。据二人所属教会称，红军要求他们写信给所属教会，索要巨额赎金二万元，但遭到他们的拒绝。12月8日早晨，红十九师行军到庙首，在那里将师、史两人杀死。之后，红十九师掉头南下，以便与红十军团（军团长刘畴西、政治委员乐少华、政治部主任刘英、参谋长曹仰山，一说粟裕任该军团参谋长）主力（由红十军主力改编而成的红二十师，师长刘畴西兼；由闽浙赣赤卫队改编的红二十一师，师长胡天桃）会师。12月14日，红十军团在太平县（今黄山市黄山区）谭家桥与国民革命军补充第一旅（旅长王耀武）展开激战，红军失败，红十九师师长寻淮洲阵亡。次年1月27日，红十军团主力在怀玉山覆灭，接任红十九师师长的王如痴被俘（同年与方志敏一起被殺）。唯一活下来的红十九师领导人为该师政委（兼军团副政治委员）聂洪钧。此人在谭家桥战役失败后留在皖南打游击，中华人民共和国建立后曾任湖北省政府第一副主席、粮食部副部长等要职，1966年8月12日在北京病逝。
事件发生时，方志敏未随红十九师活动，直到12月10日他才与红十军团主力突破德兴封锁线，经浙西进入皖南与红十九师会合，此时师达能夫妇已經遇害。1935年1月24日，王耀武俘獲方志敏部的無線電，在此之前方部可使用無線電聯絡。

### 援救海伦及安葬
12月8日上午师达能夫妇被押解出外行刑时，女儿爱伦被独自弃置一旁。三十多小时后，12月9日下午，躲藏在山上的中国牧师羅克洲潜回庙首，在一间屋内找到了孤儿爱伦，随后又在大街尽头的山坡寻得师达能夫妇的尸体，买了两副棺木，将其安葬。
羅牧师带着爱伦和师达能在庙首写的遗书，步行北上经过泾县到宣城，沿途寻找年轻健壮的乳母喂哺她。宣城的内地会监督韩牧师将爱伦送到山东济南，交其外祖父母，长老会牧师施医生夫妇抚养，由一位中国母亲照料她。后来她回到美国，由她的舅舅乔治和舅母海伦抚养。
惨剧发生后，中外人士皆为震惊。安徽省省长亲自下令，重殓殉道者，以军车装载他们的灵柩，由官兵直接护送到芜湖。1935年1月2日，在芜湖为师达能夫妇举行了隆重的追悼会和安葬礼。中外人士，包括中国政府、美国领事馆和其它领事馆等官方代表，以及中外基督教机构的代表挤满了芜湖医院的礼堂。追悼会后，他们被安葬在芜湖的外国人墓园。这样，师达能牧师和师史文明师母，成为中国内地会第73和74位献身于中国的殉道士，名字被刻在上海新闸路内地会总部礼堂的纪念碑上。
庙首史坦夫妇的墓碑中间刻着十字架，十字架下面写著：
一九三四年十二月八日在安徽庙首离世。
十字架左旁刻著：
史坦生于一九○七年一月十八日，无论是生，是死，总叫基督在我身上照常显大（腓立比书1章20节）。
十字架右方刻著：
史施蓓蒂生于一九○六年二月二十二日，因我活著就是基督，我死了就有益处（腓立比书1章21节）。
 墓碑基石上还刻著：
你务要至死忠心，我就赐给你那生命的冠冕（启示录2章10节）。
1935年初，内地会在芜湖医院为他们举行了追思礼拜。
师达能夫妇的殉难，震撼了中国和國外，《時代》雜誌報導了中共殺害师达能夫妇。除吊唁信件和宣教奉献金如潮涌至外，还有不少人捐钱捐物给小爱伦，甚至有不少家庭愿意认养她。
一位寄自山东青岛的来信，表达了一个中国人的哀痛、歉疚和敬意：“对于这种毫无人性的冷血谋杀，我们全中国皆为此惨剧而难过。这两位为了把福音传给我们中国人，却惨遭毒手，是我们中国人欠你们家人最大的债。对师先生夫妇甘心乐意、勇敢地献上了生命，我们深深地向他们致衷心崇高的敬意。”

### 緝兇

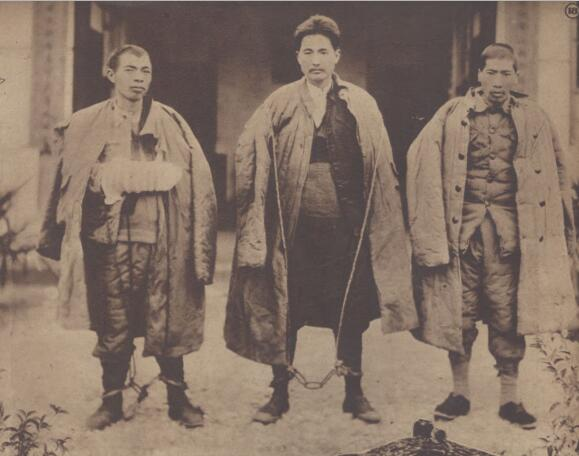
被俘的红军将领刘畴西、方志敏、王如痴

1934年12月14日，王耀武旅為了剿匪與緝兇，追共軍尋淮洲部至潭家橋，激戰竟日，斃匪四百餘名，俘虜百餘，逐一嚴訊，内有南愛豐、江秉富、朱毛頭、洪三元四人，供認在廟首參預殺害师达能夫妇不諱，復經安徽省政府主席行營軍法處訊明確屬此案兇犯，判處死刑，於22日就地槍决。旌德縣長彭樹煌因保衛地方不力，遭到撤職。23日，安徽省政府主席兼豫鄂皖邊區剿匪總司令劉鎮華電蔣中正，方志敏、尋維洲分竄皖南，他預防不力自請處份，至於师达能夫妇屍體已交給美領事。
1935年2月1日，政府在江西省上饶公共体育场举行了“上饶各界庆祝生擒方志敏大会”。当时住在上饒的一位教士麥克法蘭小姐（Miss C. McFarlane）在會後寄信给上海内地会，报导当地发生的一件新闻：「对屠杀史坦牧师夫妇事件须负全责的共党领袖方志敏，已遭政府逮捕。与他同时被捕的有两位首领，一姓王，一姓刘。三人在上饒街头游行示众，成千上万居民围观，使整个城市奋兴起来。」美國公使於2月18日照會中國外交部，表示兇犯四人筆錄表明是奉命殺人，但誰下令並未查明，希望中國政府查明追緝下令者。
1935年是中国内地会成立七十周年纪念，《千万中国魂》主编海思波特别为此出版一本纪念小册，取名《神所应允》。
江汉大学政法学院教授刘明钢從审讯過程判斷，方志敏不是因绑票和谋杀被判处死刑。另有网民因诋毁方志敏烈士已被治安拘留。

## 延伸阅读
- Mary Geraldine Taylor. . Moody. 1935年. ASIN B000NPQS94.（英文） 中文版：戴存义师母著. . 证道出版社. 1967年.
- 聆松：《殉道者之歌》，《生命季刊》1997年6月，第一卷第二期，第13-15页。
- 《鲍威尔对华回忆录》
- 《方敏文集》第23、95、106页，1985北京人民出版社
- 中国内地会美洲版《千万中国魂》（China's Millions）1935年版第24-26、60及83页。
- Ruth Tucker. . . Zondervan. 2004年: 402–405页  [2018-04-17]. ISBN 978-0-310-23937-6. （原始内容存档于2019-08-01）. 中譯本. . 廖何碧瑩译. 中国信徒布道会. : 14–15页. ISBN 9781930490352.
- James & Marti Hefley, By Their Blood—Christian Martyrs of the 20th Century (Milford, Michigan: Mott Media, 1979).
- Theodore W. Engstrom, An Hour With John and Betty Stam: Martyred Missionaries to China (Grand Rapids: Zondervan, 1943). ISBN 978-1163134016
- Lee S. Huizenga, John and Betty Stam—Martyrs (Grand Rapids: Zondervan, 1935).
- Vance Christie. . Christian Focus. 2008-11-20. ISBN 978-1845503765.
- Kathleen White. . Bethany House Publishers. 1990-02-01. ISBN 978-1556611247.
- 國史館解密檔案 - 外交部98年2月17日外檔資一字第09801013150號函註銷密等 外僑被綁架傷害（二十四） 美教士師達能夫婦被共匪殺害經過及辦理情形